# برنارد منساه
برنارد منساه (بالإنجليزية: Bernard Mensah)‏ (29 ديسمبر 1994 في المملكة المتحدة - ) هو لاعب كرة قدم بريطاني في مركز الهجوم. لعب مع نادي بارنت ونادي واتفورد وبرينتري تاون.

## وصلات خارجية
- برنارد منساه على موقع قاعدة بيانات كرة القدم.إي يو (الإنجليزية)
- برنارد منساه على موقع Soccerbase.com (لاعب) (الإنجليزية)
- برنارد منساه على موقع Soccerway.com (الإنجليزية)
- برنارد منساه على موقع AS.com (الإسبانية)